# Menachem Ben-Sason
Menachem Ben-Sasson (ur. 7 lipca 1951 w Jerozolimie) – izraelski polityk, historyk, członek Knesetu z listy partii Kadima w latach 2006–2009.
Służbę wojskową ukończył w stopniu sierżanta. Jego kariera naukowa związana jest z Uniwersytetem Hebrajskim w Jerozolimie. Jest profesorem historii, specjalizuje się w historii narodu żydowskiego zamieszkującego kraje islamskie w okresie średniowiecza. W latach 1997–2001 był rektorem Uniwersytetu Hebrajskiego, potem przewodniczącym komitetu pedagogicznego Instytutu Jad Waszem, przewodniczącym Instytutu Ben-Zvi (w latach 2004–2006), wreszcie przewodniczącym Światowej Organizacji Nauki Żydowskiej.
Po raz pierwszy wszedł do Knesetu w 2006 roku, startując w wyborach z listy partii Kadima. Zasiadł w parlamentarnej komisji finansów. W 2009 roku nie wszedł w skład izby.
Posługuje się biegle językiem angielskim, francuskim, niemieckim i arabskim. Jest żonaty, ma trójkę dzieci.